# Aniel Kienno
Aniel Kienno (Paramaribo, 4 januari 1971 -  Den Haag, 29 oktober 2020) was een Nederlands organisator en producent. Hij was oprichter van Taj-Events en stond achter de organisatie van meerdere jaarlijkse evenementen, waaronder Miss India Holland, The Hague Indian Fair en de Bollywood Boulevard Festival. Samen met zijn broer Soedesh had hij een tv- en radio-zender en samen produceerden ze de documentaire Parwasi.

## Biografie
Aniel Kienno werd in januari 1971 geboren; na hem kwamen zijn zus Shanta en broer Soedesh. Hun vader Dew was kleermaker van beroep en vertrok in 1974 voor een betere toekomst naar Nederland. Toen hij werk vond in de Profi Markt in Den Haag volgden zijn vrouw en drie kinderen.
De kinderen hielden zich vaak op in de videotheek van hun oom, John Rambali, die ook video's uit India liet komen. Aniel en Soedesh zetten dit werk voort en importeerden ook cassettes en cd's die voor Hindoestaanse jongeren een soort identiteit boden.
Met de komst van het internet droogden de inkomsten uit de videotheek op en stapten ze over op de organisatie van Indiase evenementen, waaronder markten, het Bollywood Scholieren Songfestival en het Bollywood Boulevard Festival, en richtten zij een productiebedrijf op met uitzendingen via HiD-TV en HiD Radio. 
Aniel Kienno richtte daarnaast het evenementenbureau Taj-Events op. Sinds 2015 organiseerde hij jaarlijks Miss India Holland. De missverkiezing werd in 2020 uitgesteld vanwege de maatregelen als gevolg van de coronacrisis. Verder organiseerde hij jaarlijks The Hague Indian Fair en de nationale viering van hindoeïstische feest Divali, en bracht hij filmpremières uit Bollywood naar Nederland. Lokaal organiseerde hij Haagse festiviteiten als de Divali Bhojan, zat hij in het bestuur van het Milan Summer Festival in het Zuiderpark en hielp hij mee met initiatieven op cultureel gebied of voor kinderen, zoals de vertolking van Ramayan door kinderen van de Algemene Hindoe Basisschool.
Zijn broer Soedesh, met wie hij intensief had samengewerkt, overleed op 3 januari 2019 op 46-jarige leeftijd na een ziekbed aan kanker. Zelf raakte hij rond oktober 2020 besmet met Covid-19. Op 29 oktober 2020 overleed hij na een ziekbed hieraan op 49-jarige leeftijd.